# دام دارسي
دام دارسي (بالإنجليزية: Dame Darcy)‏ هي رسامة كارتون وموسيقية أمريكية، ولدت في 19 يونيو 1971 في كالدويل في الولايات المتحدة.

## وصلات خارجية
- الموقع الرسمي
- دام دارسي على موقع IMDb (الإنجليزية)
- دام دارسي على موقع ميوزك برينز (الإنجليزية)
- دام دارسي على موقع إن إن دي بي (الإنجليزية)
- دام دارسي على موقع ديسكوغز (الإنجليزية)
- دام دارسي على موقع قاعدة بيانات الفيلم (الإنجليزية)